# Joey Tafolla
Joey Tafolla (1962. május 30. –) amerikai gitáros, aki a Jag Panzer power metal zenekar tagjaként vált ismertté. 1984-ben csatlakozott a zenekarhoz, azonban hamarosan kilépett, hogy szólókarrierjére tudjon koncentrálni. Technikai képességei révén hamar szerződést kapott a gitárhősök mentoraként is ismert Mike Varney kiadójától, a Shrapnel Recordstól. Az együttműködés két szólólemezt eredményezett, majd Tafolla a Mascot kiadóhoz szerződött, ahol 2001-ben jelentetett meg egy szólólemezt.

## Pályafutása
Karrierjét a Jag Panzer zenekar soraiban kezdte, melynek debütáló nagylemeze 1984-ben jelent meg Ample Destruction címmel.
A lemez igazi szenzációt jelentett underground körökben, mely kiadása után a zenekar átköltözött Dél-Kaliforniába, hogy ott koncertezzen és hírnevet szerezzen magának.
A jelentősebb sikerek azonban elmaradtak, így Tafolla kilépett, hogy szólókarrierjére tudjon koncentrálni. Mike Varney kiadója a Shrapnel Records ajánlott neki szerződést, ahol ebben az időszakban olyan gitárosok dolgoztak, mint Paul Gilbert, Marty Friedman, Jason Becker, Vinnie Moore, Tony MacAlpine vagy Richie Kotzen.
Debütáló lemeze 1987-ben Out of the Sun címmel jelent meg. Az anyag producere Mike Varney mellett Tony MacAlpine volt, aki vendégbillentyűsként is közreműködött, de Paul Gilbert is vendégeskedett a korongon négy dal erejéig.
Zeneileg a neoklasszikus metal a meghatározó a lemezen, melyben központi szerepet kap Joey technikai tudása.
1991-ben jelent meg a második szólólemez, mely az Infra-Blue címet kapta. A korongon Deen Castronovo dobolt, de vendégként felbukkant Kee Marcello is. A produceri teendőket Steve Fontano valamint Mike Varney látta el. Zenei szempontból Tafolla egy határozott lépést tett a fúziós jazz irányába. Játékában ugyan továbbra is nagy hangsúlyt fektetett a technikai oldalra, de a korábbi shredder jellegű szólógitározást felváltotta egy jazzesebb hangnem, melyben inkább a legato futamok kaptak hangsúlyosabb szerepet.
A megjelenést követően Joey több gitárklinikát is tartott, de oktató videó is megjelent a neve alatt.
A 90-es évek közepén újra tagja volt a Jag Panzernek, ám az együttműködésből csak egy lemez született, az 1997-es The Fourth Judgement. Utódja Chris Broderick lett.
2001-ben elkészítette harmadik szólólemezét, mely a Mascot gondozásában jelent meg Plastic címmel. A produceri teendőket Tafolla mellett ezennel Ken Tamplin végezte.
Joey tulajdonosa a kaliforniai Huntington Beach-ben található JTM Merchandising cégnek, mely ruházati cikkekkel és kiegészítőkkel foglalkozik.
Joey Carvin gitárokat használ, melyekbe Seymour Duncan hangszedőket rak, míg erősítők terén a Bogner termékeket favorizálja.

## Diszkográfia

### Szólólemezek[3]
- 1987: Out of the Sun
- 1991: Infra-Blue
- 2001: Plastic

### Jag Panzer
- 1984: Ample Destruction
- 1997: The Fourth Judgement